# Stanislav Andreev
Stanislav Andreev (en uzbeko: Станислав Андреев; Taskent, RSS de Uzbekistán; 6 de mayo de 1988) es un futbolista de Uzbekistán que juega en las posiciones de centrocampista y lateral izquierdo con el Sogdiana Jizzakh de la Liga de fútbol de Uzbekistán.

## Carrera

### Club
| Periodo   | Club                         |
| --------- | ---------------------------- |
| 2006      | Topalang Sariosiyo           |
| 2007–2018 | Pakhtakor Tashkent           |
| 2018      | → Metallurg Bekabad (cedido) |
| 2019–2021 | Metallurg Bekabad            |
| 2022      | Navbahor Namangan            |
| 2023-     | Sogdiana Jizzakh             |

### Selección nacional
Jugó para Uzbekistán en 39 ocasiones de 2009 a 2017 y anotó dos goles; participó en la Copa Asiática 2011.

## Logros
- Liga de fútbol de Uzbekistán (4): 2007, 2012, 2014, 2015
- Copa de Uzbekistán (2): 2009, 2011
- Copa CEI (1): 2007

## Estadísticas

### Goles con selección nacional
| Gol | Fecha      | Sede                                            | Rival         | Marcador | Resultado | Torneo                                               |
| --- | ---------- | ----------------------------------------------- | ------------- | -------- | --------- | ---------------------------------------------------- |
| 1.  | 25-2-2012  | Jeonju World Cup Stadium, Jeonju, Corea del Sur | Corea del Sur | 2–3      | 2–4       | Amistoso                                             |
| 2.  | 17-11-2015 | Grand Hamad Stadium, Doha, Catar                | Yemen         | 3–0      | 3–1       | Clasificación para la Copa Mundial de Fútbol de 2018 |